# フォッカー D.VII
 フォッカー D.VII / Fokker D.VII
ドイツ空軍のフォッカー D.VII(F)
- 用途：戦闘機
- 設計者： ラインホルト・プラッツ
- 製造者： フォッカー・フルークツォイクヴェルケ
- 運用者： ドイツ空軍
- 初飛行：1918年1月
- 生産数：約3200機
- 生産開始：1918年
- 運用開始：1918年
- 運用状況：退役

フォッカー D.VII（ドイツ語:Fokker D.VIIフォッカー・デー・ズィーベン）は、ドイツ帝国のフォッカー社で開発された戦闘機である。

## 概要
1917年にドイツ航空隊から出されたメルセデス製エンジンを搭載した戦闘機の仕様に従って、フォッカー社のラインホルト・プラッツ技師は新型の複葉戦闘機フォッカー D.VIIの試作機を1918年に完成させた。この機体は、成功作であったDr.Iと多くの共通部分を持っていた。胴体と機体構造は前任機を踏襲しており、尾翼は新設計のものに変更されていた。より高い飛行性能を得るためにより強力なエンジンが強く求められた。このため、この複葉機には左右長と面積が大きな主翼が必要となった。主翼の構造はDr.Iの自由支持翼に類似していたが、Dr.Iのものよりはるかに大きく厚いものであった。これを支えるＮ型の支柱と胴体の間の張線は廃止されていた。エンジン系統は、初期型ではメルツェーデス製の160 馬力のエンジンD.IIIが搭載された。後にはいくつかのエンジンが搭載されたが、中でも特に強力な185 馬力のBMW IIIエンジンがもっとも広く使用された。
1918年1月に行われた比較審査においてD.VIIは速度性能、運動性、操縦性などライバルのどの機体よりも優れた性能を示した為、直ちに量産化の指令を受けた。D.VIIの飛行性能は、すべての面でそれまでの主力戦闘機アルバトロス D.Vを凌いでいた。1918年4月から就役を開始し、戦争末期の主力戦闘機として終戦まで生産が続けられた。前線においては連合軍機に対して速度性能でやや劣ったものの、上昇性能、運動性能、高高度性能で上回っており、航空戦上で優位に立つことが出来た。1918年11月11日にドイツは連合国に降伏したが、それまでに700機以上のD.VIIが生産されていた。

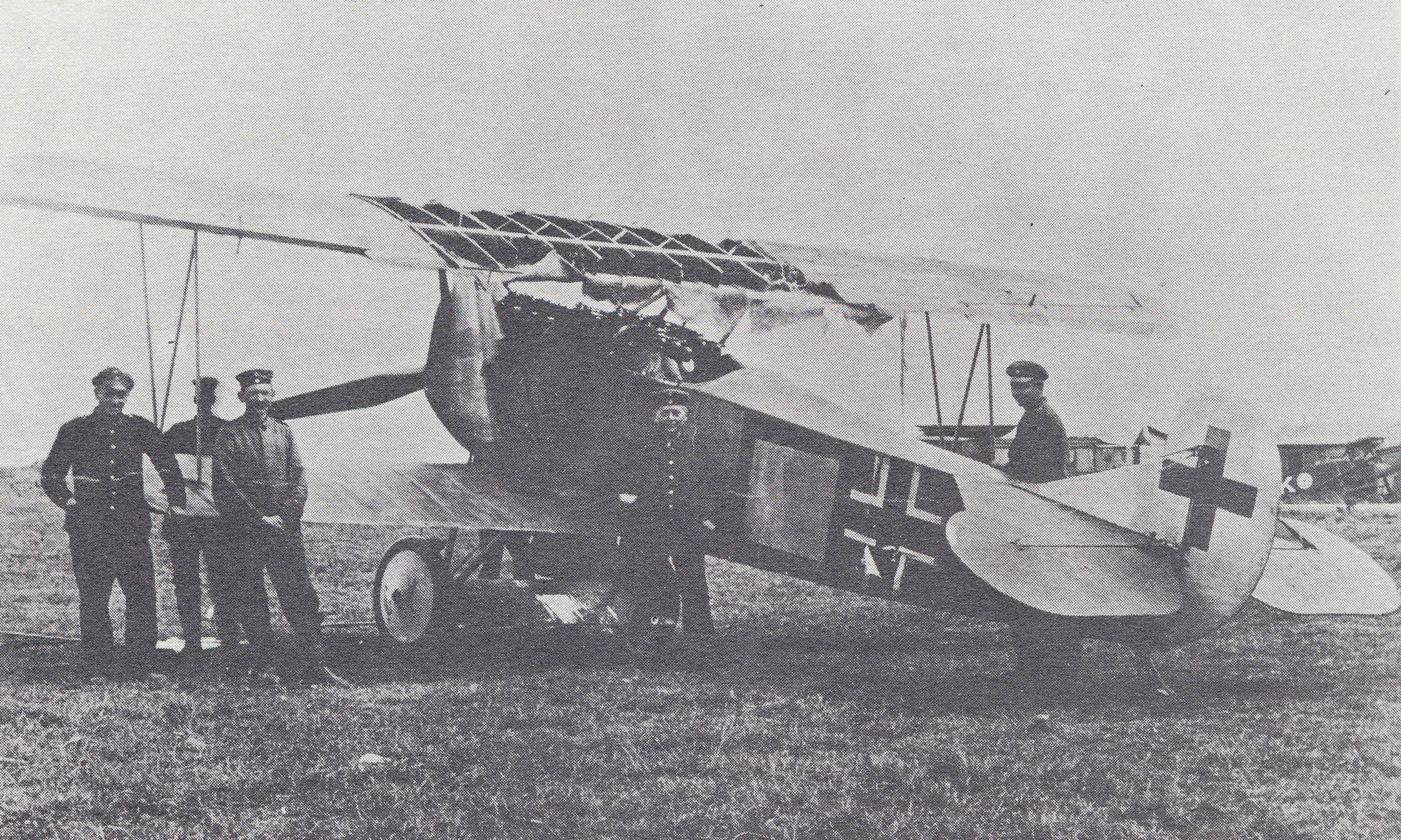
大戦中のフォッカー D.VII

連合国は、戦中D.VIIをドイツ最良の戦闘機として非常に恐れていた。そのため、終戦後にはドイツに対し可動状態の「フォッカー D.VIIと称する航空機」全機の引渡しを特に要求した。また、終戦後の比較検査の結果、連合国ではD.VIIに匹敵する性能を持つ戦闘機はわずかにイギリスの新鋭戦闘機ソッピース スナイプとフランスの新鋭戦闘機スパッド XIIIだけであると結論付けられた。
アントニー・フォッカーは密かに数機のD.VIIをドイツから母国オランダへ送付した。亡命したフォッカーはそこで新たに航空工場を立ち上げることに成功した。
戦後、1928年まではD.VIIの生産が続けられ、最終的に3200機程度のD.VIIが製造された。D.VIIは、ヨーロッパ諸国で空軍機として採用された。ベルギー、オランダ、フィンランド、ポーランド、スイス、ブルガリア、ハンガリー、ルーマニア、リトアニア、西ウクライナ人民共和国、ウクライナ人民共和国、ウクライナ国、ソヴィエト・ロシア、 ソ連などがその例である。また、いくつかの発展型が開発され、現地改修機も存在した。

## スペック
- 初飛行：1918年
- 全幅：8.90 m[1]
- 全長：6.95 m[1]
- 全高：2.75 m
- 翼面積：20.50 m2
- 空虚重量：735 kg
- 通常離陸重量：880 kg

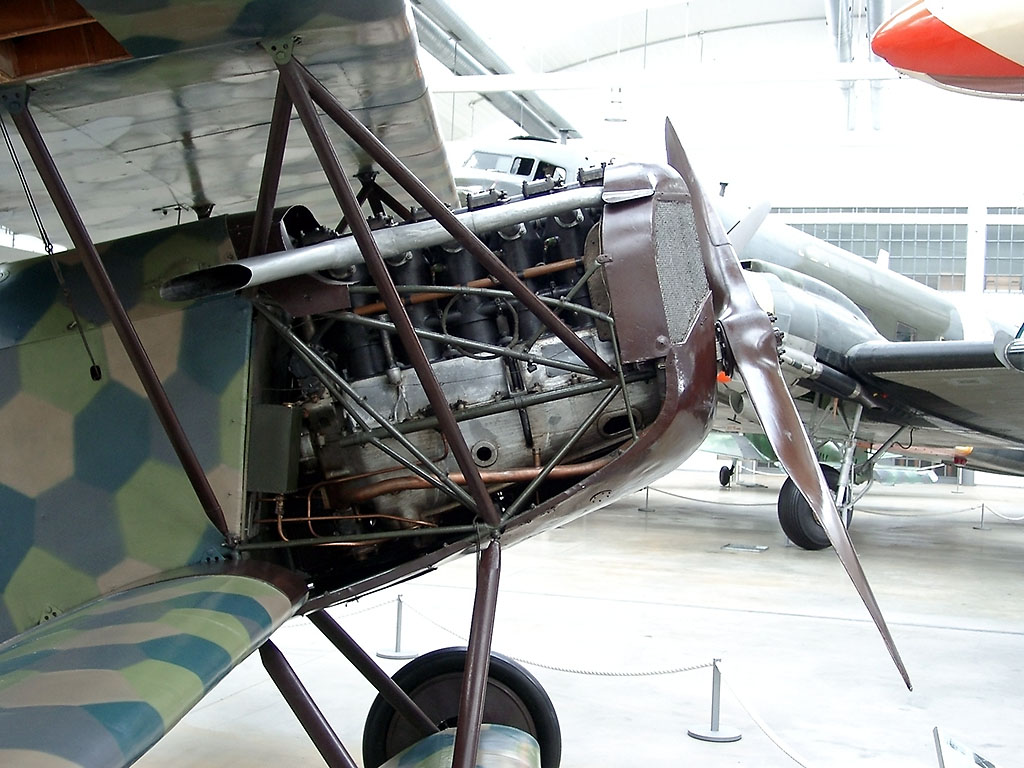
D.IIIaエンジン

- 発動機：BMW III 水冷直列6気筒エンジン ×1
- 出力：185 馬力[1]
- 最高速度：186 km/h[1]
- 飛行継続時間：1時間30 分（約250km）
- 最大上昇率：313 m/min
- 飛行上限高度：7000 m
- 乗員：1 名
- 武装：シュパンダウ製LMG 08/15 7.92 mm機銃 ×2

## 運用国

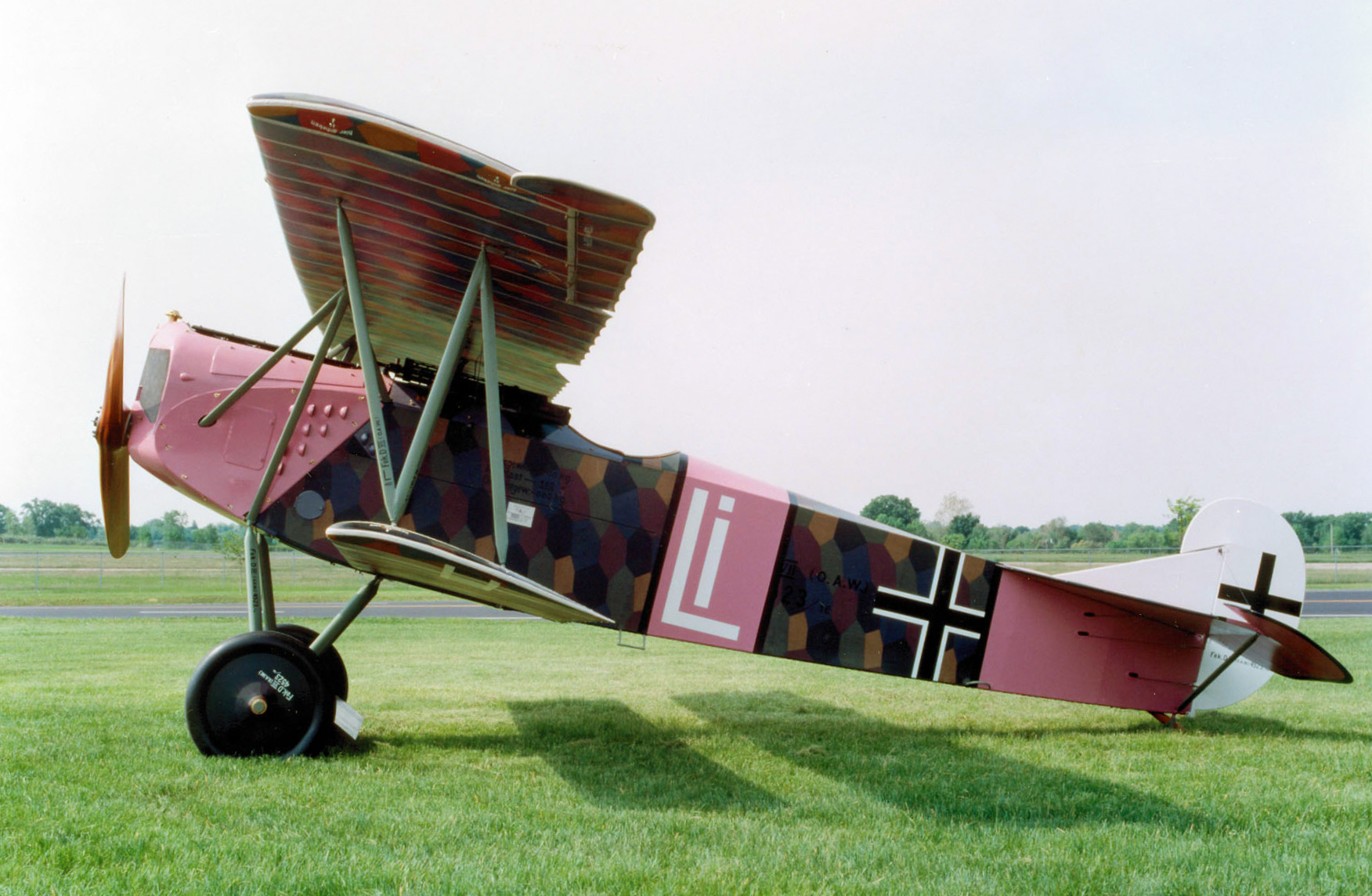
ドイツ空軍のフォッカー D.VII

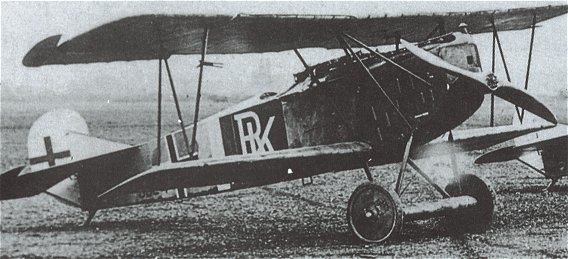
Jasta 66のフォッカー D.VII

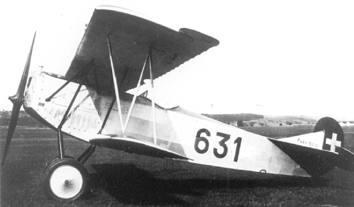
スイス空軍のフォッカー D.VII

ドイツ帝国
空軍
 オランダ王国
空軍
 スウェーデン王国
空軍
 スイス連邦
空軍
 チェコスロヴァキア
空軍
 ハンガリー王国
空軍
 フィンランド共和国
空軍
 ブルガリア王国
空軍
 ベルギー王国
空軍
 ポーランド共和国
空軍
 ルーマニア
航空隊
 ウクライナ人民共和国
航空隊
 ウクライナ国
航空隊
 西ウクライナ人民共和国
航空隊
 ロシア連邦共和国
労農赤色航空隊
 ソ連
労農赤色空軍
 リトアニア共和国
空軍
 アメリカ合衆国
陸軍航空部

## 保存機

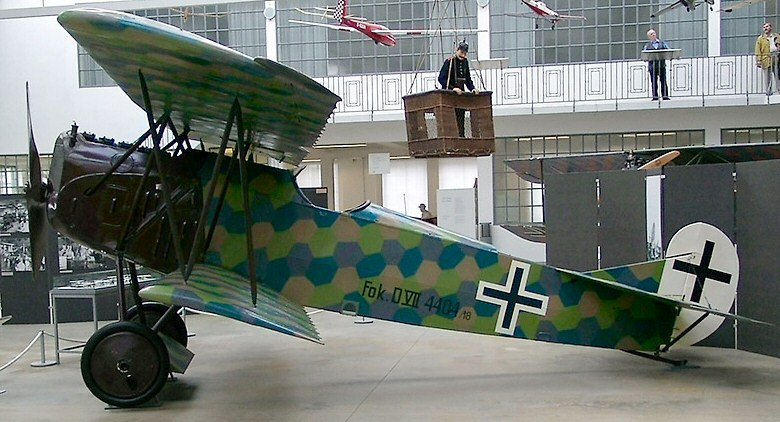
ドイツ空軍のフォッカー D.VII
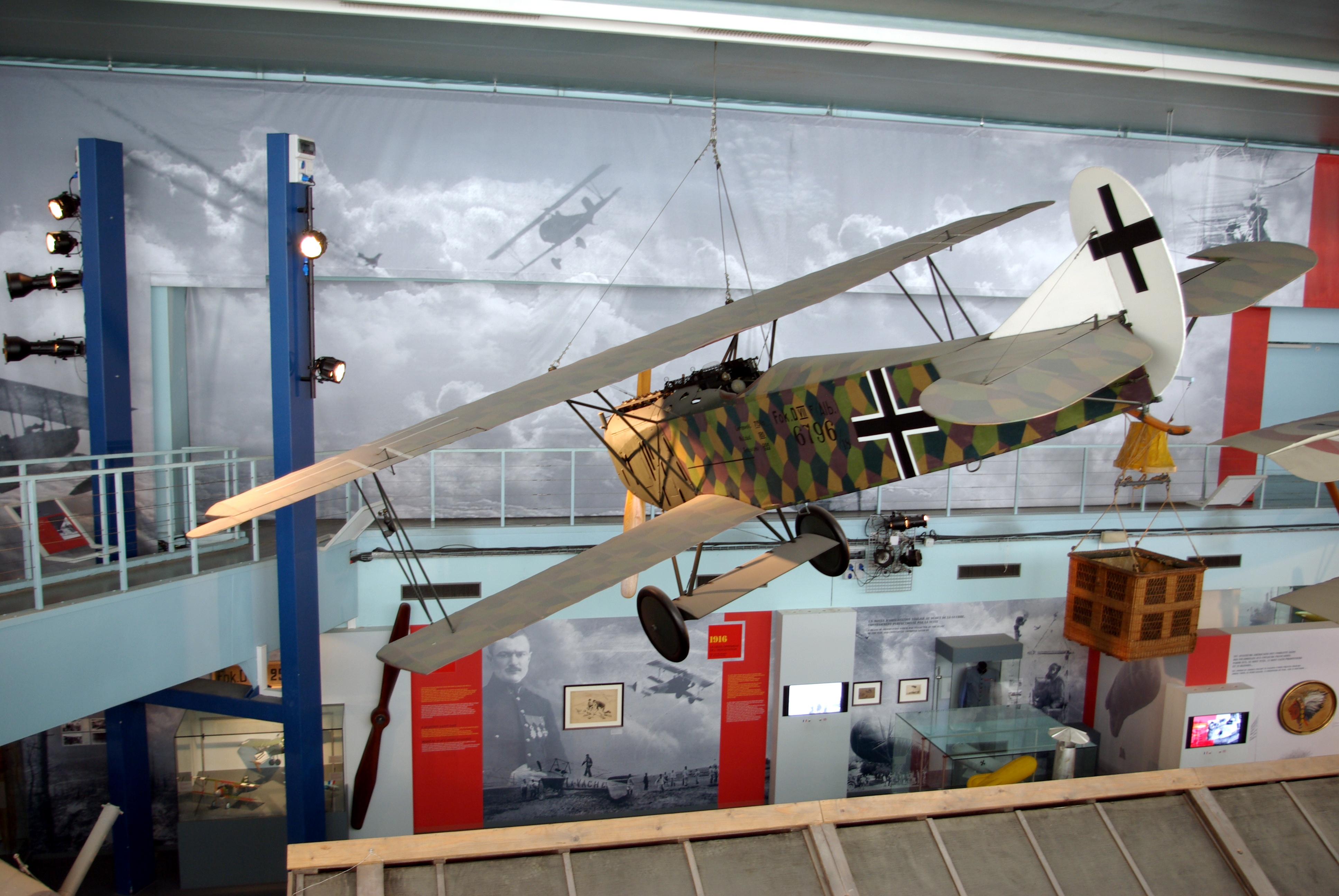
ドイツ空軍のフォッカー D.VII
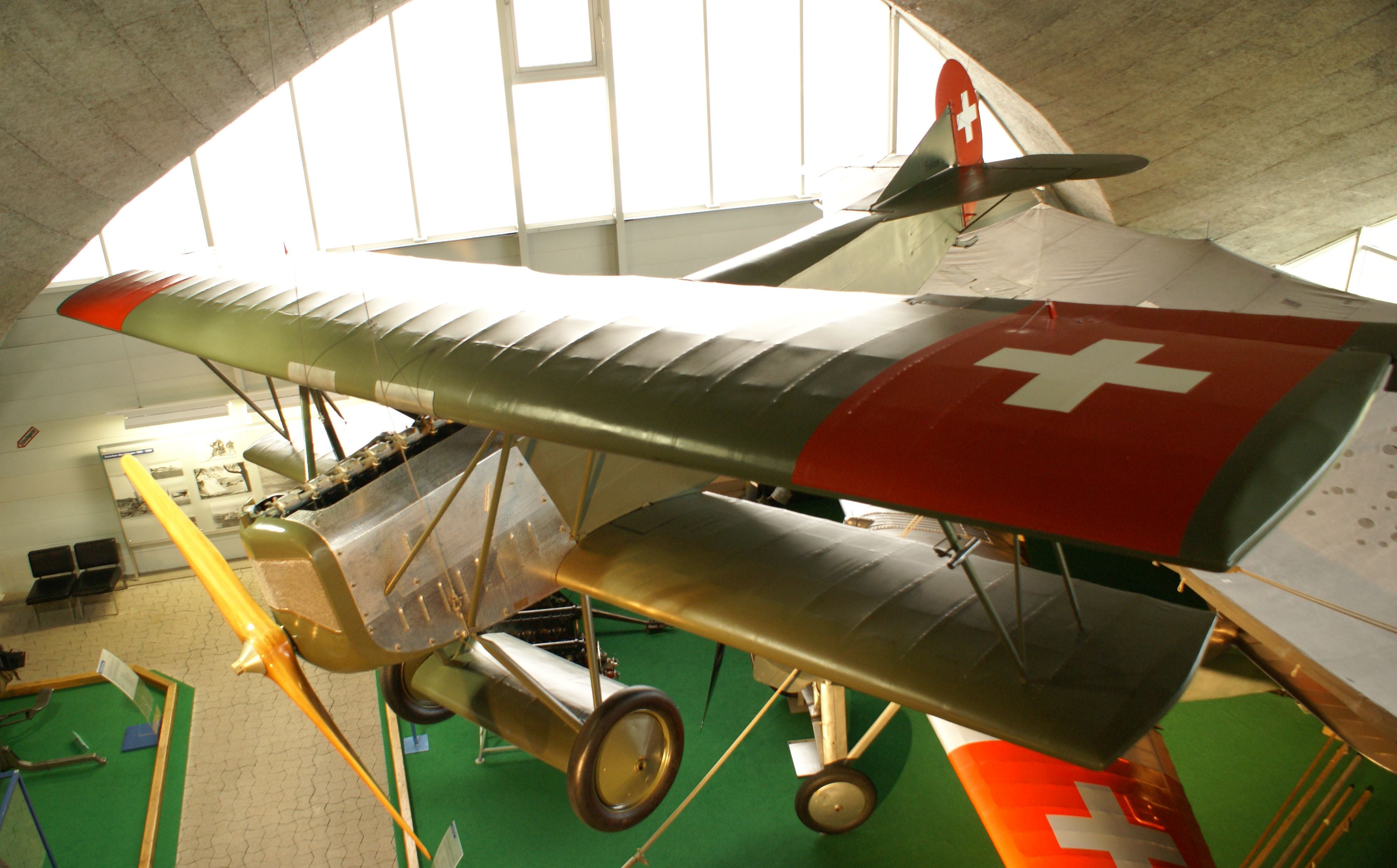
スイス空軍のフォッカー D.VII
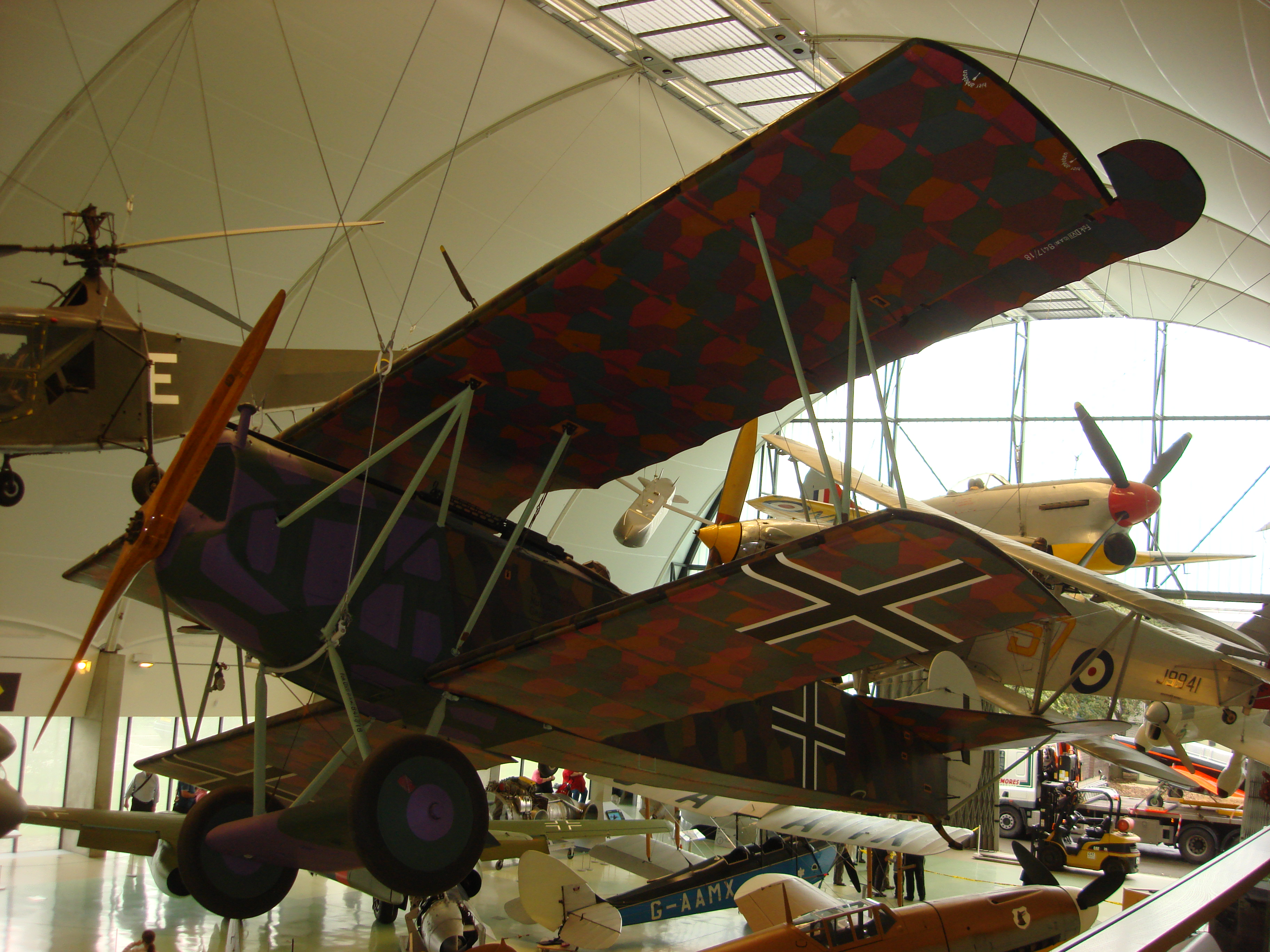
イギリスで保存展示されるフォッカー D.VII